# Зименка
Зименка — река в России, протекает в Ильинском и Гаврилово-Посадском районах Ивановской области. Устье реки находится в 138 км по левому берегу реки Нерль. Длина реки составляет 11 км.
Зименка начинается в болотах у деревни Вотола в 25 км к юго-востоку от посёлка Ильинское-Хованское Течёт на юг. В верхнем течении расположены деревни Вотола и Ксты, затем течёт по ненаселённому лесу, впадает в Нерль у деревни Кощеево. Крупнейший приток — Туровка (правый, вытекает из озера Берёзовское).

## Данные водного реестра
По данным государственного водного реестра России относится к Окскому бассейновому округу, водохозяйственный участок реки — Нерль от истока и до устья, речной подбассейн реки — бассейны притоков Оки от Мокши до впадения в Волгу. Речной бассейн реки — Ока.
Код объекта в государственном водном реестре — 09010300812110000032517.